# Ponte Kintai
A Ponte Kintai  (錦帯橋, Kintai-kyō) é uma antiga ponte em arco localizada na cidade de Iwakuni, no Japão. A ponte foi construída em 1673, atravessando o Rio Nishiki em uma série de cinco arcos de madeira. A ponte está localizada no sopé do Monte Yokoyama, no topo do qual fica o Castelo de Iwakuni.

## História

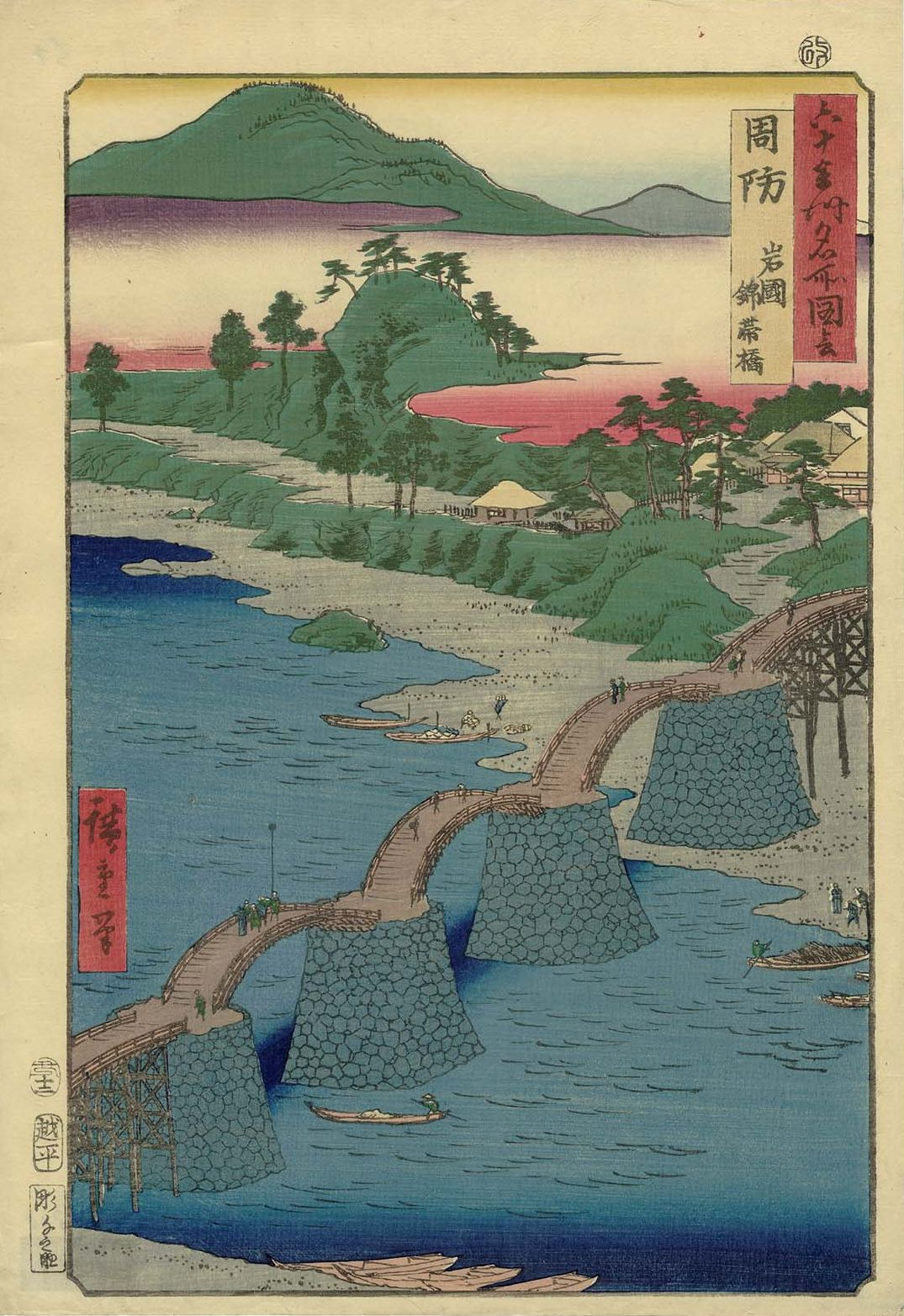
Pintura por Hiroshige, 1856

Construída em 1673 por Hiroyoshi Kikkawa, terceiro daimiô de Iwakuni, foi destruída pela enchente de um rio um ano após sua construção. Na reconstrução da ponte foi reforçada a sua estrutura, reforçando as plataformas de pedra que a suportam, e implementando também uma nova taxa para a sua manutenção e minimizando assim os danos causados pelas cheias.
A manutenção foi realizada da seguinte forma:
- A cada 20 anos: as três seções centrais.

- A cada 40 anos: os trechos que ligam a ponte à costa.

Durante 276 anos, a ponte permaneceu intacta, até se deteriorar por falta de manutenção durante a Segunda Guerra Mundial. Durante esse período, os esforços estavam centrados na ampliação da Estação Aérea de Iwakuni, para a qual foi necessária uma grande quantidade de cascalho extraído das proximidades da ponte. Isso fez com que a estrutura da ponte enfraquecesse e finalmente cedesse devido aos efeitos de dois tufões. Porém, em 1953, recebeu uma remodelação seguindo todos os parâmetros estabelecidos em 1673.
Em 1922, a ponte foi declarada tesouro nacional. Entre 2001 e 2004, todas as cinco vigas da ponte foram restauradas pela primeira vez em 50 anos.[carece de fontes?]
A ponte é composta por cinco pontes sequenciais em arco de madeira sobre quatro pilares de pedra, bem como dois pilares de madeira no leito seco do rio onde a ponte começa e termina. Cada um dos três vãos intermediários tem 35,1 metros de comprimento, enquanto os dois vãos finais têm 34,8 metros, totalizando um comprimento de cerca de 175 metros e uma largura de 5 metros.

## Arquitetura

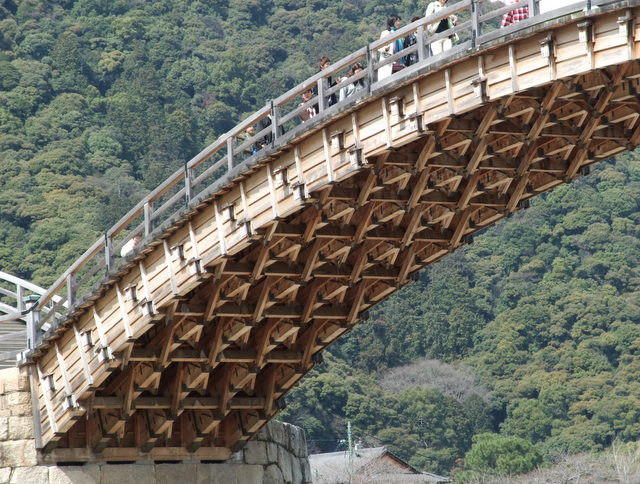
Parte inferior da ponte

Por quase trezentos anos, as muitas versões da ponte permaneceram sem o uso de pregos de metal, através do encaixe cuidadoso das peças de madeira e da construção de vigas mais grossas. As principais estruturas de madeira da ponte foram cobertas por lâminas de cobre para maior durabilidade.

### Proteção contra inundações
A forma e o peso da ponte tornavam-na extremamente firme no topo e frágil na parte inferior. Para resolver a problema das enchentes, a ponte foi projetada de forma que o caminho de madeira apenas flutuasse no topo usando a técnica da caixa e espiga, poupando a estrutura principal.